# Diphyus luctatorius
Diphyus luctatorius är en stekelart som först beskrevs av Carl von Linné 1758.  Diphyus luctatorius ingår i släktet Diphyus och familjen brokparasitsteklar. Arten är reproducerande i Sverige. Utöver nominatformen finns också underarten D. l. bimaculatus.